# Sprite
Sprite é a marca de um refrigerante com sabor de Lima-Limão produzido pela The Coca-Cola Company e que está presente em mais de 190 países. O nome Sprite significa fada, duendes e espíritos.

## História

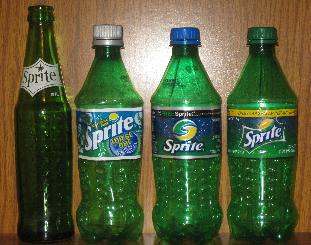
Evolução das garrafas de Sprite

Na década de 1940, o refrigerante Coca-Cola utilizava como “garoto-propaganda” um personagem chamado “Sprite” (Sprite Boy). A marca Sprite já fazia parte do acervo de nomes registrados da “The Coca-Cola Company”.
- 1955: a marca Sprite foi registrada como parte do catálogo de marcas da “The Coca-Cola Company”.[3]
- 1961: o refrigerante Sprite sabor lima-limão é lançado nos Estados Unidos.
- 2010: é lançada a primeira campanha global do refrigerante Sprite envolvendo os mercados da Europa, EUA, África e Ásia.[4]
- 2022: a Sprite passa a ser embalada em garrafas de plástico transparente, assim as garrafas poderão ser recicladas mais vezes e podem mais tarde ser utilizado para fazer futuras garrafas.[5]

### História no Brasil
- 1984: é lançado no Brasil o refrigerante Sprite sabor Limão.[6] No mesmo ano a Fanta com sabor de Limão foi retirada do mercado.
- 1992: é lançado o Sprite Lima-Limão.[7][8]
- 2005: o Sprite ganha a sua versão sem açúcar, com o lançamento do Sprite Zero, com fórmula desenvolvida na Grécia.[9]
- 2007: é lançada em edição limitada a garrafa de Sprite em cor azul.[10]
- 2009: é Lançado o Sprite 2.Zero, com fórmula sem adição de açúcar desenvolvida no Rio de Janeiro e comercializado somente no Brasil em substituição à Sprite Zero. No dia 18 de maio foi relançada a garrafa na cor azul na cidade de Porto Alegre.[11]
- 2010: foram lançadas nacionalmente as novas embalagens com a tecnologia de Realidade Aumentada, o refrigerante Sprite tornou-se o primeiro refrigerante do Brasil a adotar tal tecnologia em latas e garrafas.[12]

### História em Angola
- 2009: o refrigerante Sprite começa a ser produzido em Angola.[13]

## Variantes da Marca
- Sprite 3G ─ versão de sprite com sabor guaraná lima-limão vendido somente no Paquistão[14]
- Sprite Duo ─ sabor limão citrus foi comercializado em Portugal e Espanha[15]
- Sprite Zero ─ Versão de Sprite sem açúcar[16]
- Sprite 2.Zero ─ Nova fórmula do Sprite Zero desenvolvida no Brasil[17]
- Sprite Tea (Spritea) ─ Sprite na versão chá de limão, comercializado na China[18][19]
- Sprite Ice ─ Refrigerante sabor lima-limão com menta[20]
- Sprite Remix Tropical (Lanç. 2003 – sabor de frutas tropicais)[21][22]
- Sprite BerryClear (Lanç. 2004 – sabor frutas cítricas)[21][22]
- Sprite Aruba Jam (Lanç. 2005 – sabor de frutas)[21][22]
- Sprite Green ─ Refrigerante de baixa caloria adoçado com adoçante Truvia[23]
- Sprite Light ─
- Sprite Diet ─
- Sprite on Fire ─

| Informação nutricional de Sprite Porção de: 200 ml (1 copo) | Informação nutricional de Sprite Porção de: 200 ml (1 copo) | Informação nutricional de Sprite Porção de: 200 ml (1 copo) |
| Quantidade por porção                                       | VD%                                                         |                                                             |
| Valor energético                                            | 84 kcal = 357 kJ                                            | 4                                                           |
| Sódio                                                       | 21 mg                                                       | 1                                                           |
| ----------------------------------------------------------- | ----------------------------------------------------------- | ----------------------------------------------------------- |

## Ingredientes
Os ingredientes são formados por água gaseificada, suco de limão na proporção de 2,5%, acidulante ácido cítrico, edulcorante artificial ciclamato de sódio (214 mg) e sacarina de sódio (14 mg) por 200 ml, aroma natural, conservador benzoato de sódio e estabilizante citrato de sódio.
O refrigerante Sprite na sua versão normal, não possui na sua composição quantidades significativas de proteínas, gorduras totais, gorduras saturadas, gorduras trans e fibras alimentares.